# Orden de Batalla de la Fuerza Expedicionaria Británica (1940)
La siguiente es una lista del orden de batalla de la Fuerza Expedicionaria Británica para el 9 de mayo de 1940.

## Cuartel general
Comandante general en jefe: General John Vereker Gort
Jefe del Estado Mayor General: Teniente general Sir Henry Pownall
Ayudante general: Teniente General GT Lindsell
Jefe adjunto del Estado Mayor General: Mayor General P. Neame
General de Artillería Real: Mayor General SR Wason
Ingeniero en Jefe: General RP Packenham-Walsh
- Cuartel General de las Tropas (G.H.Q siglas en inglés)
  - Cuartel de las Tropas
    - 1° Batallón, Guardia Galesa
    - 9° Batallón, Regimiento del Oeste de Yorkshire

  - 1° Brigada de Tanques del Ejército
    - 4° (Batallón) Regimiento Real de Tanques - Equipado con Tanques Pesados, Tanques Ligeros
    - 7° (Batallón) Regimiento Real de Tanques

  - 1° Brigada de Reconocimiento Acorazada Ligera
    - 1° East Riding of Yorkshire Yeomanry
    - 1° Fife and Forfar Yeomanry
    - 12° Lanceros Reales (Príncipe de Gales)

  - Cuartel General, Artillería Real
    - 1° Regimiento Súper Pesado, Artillería Real
    - 1° Brigada Antiaérea
      - 1° Regimiento Antiaéreo, Artillería Real
      - 6° Regimiento Antiaéreo, Artillería Real
      - 85° Regimiento Antiaéreo, Artillería Real

    - 2° Brigada Antiaérea
      - 60° Regimiento Antiaéreo
      - 51° Regimiento Ligero Antiaéreo
      - 58° Regimiento Ligero Antiaéreo

    - 5° Brigada de Reflectores
      - 1° Regimiento de Reflectores
      - 2° Regimiento de Reflectores
      - 3° Regimiento de Reflectores

  - Cuartel General, Ingenieros Reales
    - 100° Compañía de Campo del Ejército
    - 101° Compañía de Campo del Ejército
    - 216° Compañía de Campo del Ejército
    - 228° Compañía de Campo
    - 242° Compañía de Campo
    - 223° Compañía de Municiones
    - 19° Compañía de Campo del Ejército
    - 58° Compañía de Guerra Química
    - 61° Compañía de Guerra Química
    - 62° Compañía de Guerra Química
- 5° División de Infantería - Mayor General Harold Franklin
  - Cuartel General, Artillería Real
    - 9° Regimiento de Campo, Artillería Real
    - 91° Regimiento de Campo, Artillería Real
    - 52° Regimiento Antitanque, Artillería Real

  - Cuartel General, Ingenieros Reales
    - 245° Compañía de Campo, Ingenieros Reales
    - 252° Compañía de Campo, Ingenieros Reales
    - 254° Compañía de Municiones de Campo, Ingenieros Reales

  - 13° Brigada de Infantería
    - 2° Batallón, The Cameronians
    - 2° Batallón, Fusileros Reales de Inniskilling
    - 2° Batallón, Regimiento de Wiltshire
    - 13° Compañía Antitanque

  - 17° Brigada de Infantería
    - 2° Batallón, Reales Fusileros de Reconocimiento
    - 2° Batallón, Regimiento de Northamptonshire
    - 6° Batallón, Regimiento de Seaforth
    - 17° Compañía Antitanque

### I Cuerpo
Teniente General M.G.H Barker
- Tropas del Cuerpo
  - Cuartel General, Artillería Real
    - 27° Regimiento de Campo, Artillería Real
    - 98° Regimiento de Campo, Artillería Real
    - 115° Regimiento de Campo, Artillería Real
    - 140° Regimiento de Campo, Artillería Real
    - 88° Regimiento de Campo, Artillería Real
    - 1° Regimiento Medio, Artillería Real
    - 3° Regimiento Medio, Artillería Real
    - 5° Regimiento Medio, Artillería Real
    - 61° Regimiento Medio, Artillería Real
    - 63°Regimiento Medio, Artillería Real
    - 1° Regimiento Pesado, Artillería Real
    - 3° Regimiento Súper Pesado, Artillería Real
    - 52° Regimiento Ligero Antiaéreo, Artillería Real
    - 2° Batería Antiaérea Ligera, Artillería Real
    - 1° Regimiento de Reconocimiento, Artillería Real

  - Cuartel General, Ingenieros Reales
    - 102° Compañía de Campo, Ingenieros Reales
    - 107° Compañía de Campo, Ingenieros Reales
    - 221° Compañía de Campo, Ingenieros Reales
    - 105° Compañía de Municiones de Campo, Ingenieros Reales
    - 13° Compañía de Reconocimiento de Campo, Ingenieros Reales
    - 4° Batallón/Regimiento Cheshire (Ametralladoras)
    - 6° Batallón/Montañeses de Argyll y Sutherland (Princesa Louise)
    - 6° Batallón/Regimiento Real (Lancaster)
    - 7° Batallón/Regimiento Real (Lancaster)
- 1° División de Infantería - Mayor General Harold Alexander
  - Tropas Divisionarias
    - Cuartel General, Artillería Real
      - 2° Regimiento de Campo, Artillería Real
      - 19° Regimiento de Campo, Artillería Real
      - 67° Regimiento de Campo, Artillería Real
      - 21° Regimiento Antitanque, Artillería Real

    - Cuartel General, Ingenieros Reales
      - 23° Compañía de Campo, Ingenieros Reales
      - 238° Compañía de Campo, Ingenieros Reales
      - 248° Compañía de Campo, Ingenieros Reales
      - 6° Compañía de Suministro de Campo, Ingenieros Reales

    - 13°/18° Húsares Reales (De Su Majestad Reina María)
    - 2° Batallón/Regimiento Cheshire (Ametralladoras)
    - 1° Comunicaciones de la División

  - 1° Brigada de Infantería (Guardias)
    - 3° Batallón, Guardias Granaderos
    - 2° Batallón, Guardia de Coldstream
    - 2° Batallón, Regimiento Real de Hampshire
    - 1° Compañía Antitanque de la Brigada

  - 2° Brigada de Infantería (Brigadier Charles Edward Hudson)
    - 1° Batallón, Regimiento de Leales (Norte de Lancashire)
    - 2° Batallón, Regimiento del Norte de Staffordshire (Príncipe de Gales)
    - 6° Batallón, Highlanders de Gordon
    - 2° Compañía Antitanque de la Brigada

  - 3° Brigada de Infantería
    - 1° Batallón, Regimiento del Duque de Wellington (Riding Oeste)
    - 2° Batallón, Bosques de Sherwood (Regimiento de Nottinghamshire y Derbyshire)
    - 1° Batallón, Infantería Ligera de Shropshire del Rey
    - 3° Compañía Antitanque de la Brigada
- 2° División de Infantería - Mayor General H.C Loyd
  - Tropas Divisionarias 
    - Cuartel General, Artillería Real
      - 10° Regimiento de Campo, Artillería Real
      - 16° Regimiento de Campo, Artillería Real
      - 99° Regimiento de Campo, Artillería Real
      - 13° Regimiento Antitanque, Artillería Real

    - Cuartel General, Ingenieros Reales
      - 5° Compañía de Campo, Ingenieros Reales
      - 11° Compañía de Campo, Ingenieros Reales
      - 38° Compañía de Campo, Ingenieros Reales
      - 21° Compañía de Municiones de Campo, Ingenieros Reales

    - 4°/7° Reales Guardias Dragones (Caballería Divisionaria)
    - 2° Batallón, Regimiento de Mánchester (Ametralladoras)
    - 2° Comunicaciones de la División

  - 4° Brigada de Infantería
    - 1° Batallón, Scots Reales (Regimiento Real)
    - 2° Batallón, Regimiento Real de Norfolk
    - 1°/8° Batallón, Fusileros de Lancashire
    - 4° Compañía Antitanque de la Brigada

  - 5° Brigada de Infantería
    -       - 1° Batallón, Highlanders de la Reina Cameron
      - 2° Batallón, Regimiento de Dorsetshire
      - 7° Batallón, Regimiento de Worcestershire
      - 5° Compañía Antitanque de la Brigada

  - 6° Brigada de Infantería
    -       - 1° Batallón, Fusileros Reales de Welch
      - 1° Batallón, Regimiento Real de Berkshire (Princesa Charlotte de Gales)>
      - 2° Batallón, Infantería Ligera de Durham
      - 6° Compañía Antitanque de la Brigada
- 48° División de Infantería (Midland del Sur) - Mayor General N. Thorne
  - Tropas Divisionarias
    - Cuartel General, Artillería Real
      - 18° Regimiento de Campo, Artillería Real
      - 24° Regimiento de Campo, Artillería Real
      - 68° Regimiento de Campo, Artillería Real
      - 53° Regimiento Antitanque, Artillería Real

    - Cuartel General, Ingenieros Reales
      - 9° Compañía de Campo, Ingenieros Reales
      - 224° Compañía de Campo, Ingenieros Reales
      - 226° Compañía de Campo, Ingenieros Reales
      - 227° Compañía de Municiones de Campo, Ingenieros Reales

    - 4° Batallón, Regimiento de Cheshire (Ametralladoras)

  - 143° Brigada de Infantería
    - 1° Batallón, Infantería Ligera de Buckinghamshire y Oxforshire
    - 5° Batallón, Regimiento Real de Warwickshire
    - 1°/7° Batallón, Regimiento Real de Warwickshire
    - 143° Compañía Antitanque de la Brigada

  - 144° Brigada de Infantería
    - 2° Batallón, Regimiento Real de Warwickshire
    - 5° Batallón, Regimiento de Gloucestershire
    - 8° Batallón, Regimiento de Worcerstershire
    - 144° Compañía Antitanque de la Brigada

  - 145° Brigada de Infantería
    - 2° Batallón, Regimiento de Gloucestershire
    - 4° Batallón, Infantería Ligera de Buckinghamshire y Oxforshire
    - 1° Batallón (Buckinghamshire), Infantería Ligera de Buckinghamshire y Oxforshire
    - 144° Compañía Antitanque de la Brigada

### II Cuerpo
Teniente General A.F Brooke
- Tropas del Cuerpo
  - Cuartel General, Artillería Real
    - 2° Regimiento, Real Artillería Montada
    - 32° Regimiento de Campo, Artillería Real
    - 60° Regimiento de Campo, Artillería Real
    - 88° Regimiento de Campo, Artillería Real
    - 2° Regimiento Medio, Artillería Real
    - 4° Regimiento Medio, Artillería Real
    - 53° Regimiento Medio, Artillería Real
    - 58° Regimiento Medio, Artillería Real
    - 59° Regimiento Medio, Artillería Real
    - 51° Regimiento Pesado, Artillería Real
    - 2° Regimiento Súper Pesado, Artillería Real
    - 53° Regimiento Antiaéreo Ligero, Artillería Real
    - 2° Regimiento de Reconocimiento, Artillería Real

  - Cuartel General, Ingenieros Reales
    - 222° Compañía de Campo, Ingenieros Reales
    - 234° Compañía de Campo, Ingenieros Reales
    - 240° Compañía de Campo, Ingenieros Reales
    - 108° Compañía de Municiones de Campo, Ingenieros Reales
    - 14° Compañía de Reconocimiento de Campo, Ingenieros Reales

  - 8° Batallón, Regimiento de Middlesex (Del Duque de Cambridge)
  - 4° Batallón, Highlanders de Gordon (Ametralladoras)
  - 8° Batallón, Regimiento Real de Su Majestad (Lancaster)
  - 9° Batallón, Regimiento Real de Su Majestad (Lancaster)
- 3° División de Infantería - Mayor General Bernard Law Montgomery
  - Tropas Divisionarias
    - Cuartel General, Artillería Real
      - 7° Regimiento de Campo, Artillería Real
      - 3° Regimiento de Campo, Artillería Real
      - 76° Regimiento de Campo, Artillería Real
      - 20° Regimiento Antitanque, Artillería Real

    - Cuartel General, Ingenieros Reales
      - 17° Compañía de Campo, Ingenieros Reales
      - 248° Compañía de Campo, Ingenieros Reales
      - 253° Compañía de Campo, Ingenieros Reales
      - 15° Compañía de Municiones de Campo, Ingenieros Reales

    - 15°/17° Húsares Reales de Su Majestad (Caballería Divisionaria)
    - 1°/7° Batallón, Regimiento de Middlesex (Del Duque de Cambridge) (Ametralladoras)
    - 2° Batallón, Regimiento de Middlesex (Del Duque de Cambridge) (Ametralladoras)
    - 3° Comunicaciones Divisionarias

  - 7° Brigada de Guardias
    - 1° Batallón, Guardias Granaderos
    - 2° Batallón, Guardias Granaderos
    - 1° Batallón, Guardias de Coldstream
    - 7° Compañía Antitanque de la Brigada

  - 8° Brigada de Infantería
    - 1° Batallón, Regimiento de Suffolk
    - 2° Batallón, Regimiento del Este de Yorkshire
    - 4° Batallón, Regimiento Real de Berkshire
    - 8° Compañía Antitanque de la Brigada

  - 9° Brigada de Infantería
    - 2° Batallón, Regimiento de Lincolnshire
    - 1° Batallón, Guardianes Fronterizos Escoceses del Rey
    - 2° Batallón, Rifles Reales de Úlster
    - 9° Compañía Antitanque de la Brigada
- 4° División de Infantería - Mayor General D.G. Johnson
  - Cuartel de la División
    - Cuartel General, Artillería Real
      - 22° Regimiento de Campo, Artillería Real
      - 30° Regimiento de Campo, Artillería Real
      - 77° Regimiento de Campo, Artillería Real
      - 14° Regimiento Antitanque, Artillería Real

    - Cuartel General, Ingenieros Reales
      - 7° Compañía de Campo, Ingenieros Reales
      - 59° Compañía de Campo, Ingenieros Reales
      - 225° Compañía de Campo, Ingenieros Reales
      - 18° Compañía de Municiones de Campo, Ingenieros Reales

    - 5° Guardia de Dragones de Inniskilling (Caballería Divisionaria)
    - 2° Batallón, Fusileros Reales de Northumberland (Ametralladoras)

  - 10° Brigada de Infantería (Brigadier Evelyn Barker)
    - 2° Batallón, Regimiento de Hertfordshire y Bedfordshire
    - 2° Batallón, Infantería Ligera del Duque de Cornwall
    - 6° Batallón, Regimiento del Este de Surrey
    - 10° Compañía Antitanque de la Brigada

  - 11° Brigada de Infantería
    - 2° Batallón, Fusileros de Lancashire
    - 1° Batallón, Regimiento del Este de Surrey
    - 5° Batallón, Regimiento de Northamptonshire
    - 11° Compañía Antitanque de la Brigada

  - 12° Brigada de Infantería
    - 2° Batallón, Fusileros Reales (Regimiento de la Ciudad de Londres)
    - 1° Batallón, Regimiento del Sur de Lancashire
    - 6° Batallón, La Guardia Negra (Regimiento Pesado Real)
    - 12° Compañía Antitanque de la Brigada
- 50° División de Infantería Motorizada (Northumbrian) - Mayor General G. Le Q. Martel
  - Tropas Divisionarias
    - Cuartel General, Artillería Real
      - 72° Regimiento de Campo, Artillería Real
      - 74° Regimiento de Campo, Artillería Real
      - 92° Regimiento de Campo, Artillería Real
      - 65° Regimiento Antitanque, Artillería Real

    - Cuartel General, Ingenieros Reales
      - 232° Compañía de Campo, Ingenieros Reales
      - 505° Compañía de Campo, Ingenieros Reales
      - 235° Compañía de Municiones de Campo, Ingenieros Reales

    - 4° Batallón, Fusileros Reales de Northumberland (Motocicletas)

  - 150° Brigada de Infantería
    - 4° Batallón, Regimiento del Este de Yorkshire (Del Duque de York)
    - 4° Batallón, Howards Verdes (Alexandra, Regimiento de Yorkshire de la Princesa de Gales)
    - 5° Batallón, Howards Verdes (Alexandra, Regimiento de Yorkshire de la Princesa de Gales)
    - 150° Compañía Antitanque de la Brigada

  - 151° Brigada de Infantería
    - 6° Batallón, Infantería Ligera de Durham
    - 8° Batallón, Infantería Ligera de Durham
    - 9° Batallón, Infantería Ligera de Durham
    - 151° Compañía Antitanque de la Brigada

  - 25° Brigada de Infantería
    - 1°/7° Batallón, Regimiento Real de la Reina (Oeste de Surrey)
    - 2° Batallón, Regimiento de Essex
    - 1° Batallón, Fusileros Reales Irlandeses
    - 25° Compañía Antitanque de la Brigada

### III Cuerpo
Teniente General Sir R.F Adam
- Tropas del Cuerpo
  - Cuartel General, Artillería Real
    - 5° Regimiento, Artillería Real a Caballo
    - 97° Regimiento de Campo (Sólo una batería), Artillería Real
    - 139° Regimiento de Campo, Artillería Real
    - 56° Regimiento Medio, Artillería Real
    - 65° Regimiento Medio, Artillería Real
    - 69° Regimiento Medio, Artillería Real
    - 52° Regimiento Pesado, Artillería Real
    - 54° Regimiento Ligero Antiaéreo, Artillería Real
    - 3° Regimiento de Reconocimiento, Artillería Real

  - Cuartel General, Ingenieros Reales
    - 214° Compañía de Campo, Ingenieros Reales
    - 217° Compañía de Campo, Ingenieros Reales
    - 293° Compañía de Campo, Ingenieros Reales
    - 514° Compañía de Reconocimiento de Campo, Ingenieros Reales

  - 1°/9° Batallón, Regimiento de Mánchester (Ametralladoras)
  - 1°/6° Batallón, Regimiento del Sur de Staffordshire
- 42° División de Infantería (Este de Lancashire) - Mayor General W.G Holmes
  - Cuartel General, Artillería Real
    - 52° Regimiento de Campo, Artillería Real
    - 53° Regimiento de Campo, Artillería Real
    - 56° Regimiento Antitanque, Artillería Real

  - Cuartel General, Ingenieros Reales
    - 200° Compañía de Campo, Ingenieros Reales
    - 201° Compañía de Campo, Ingenieros Reales
    - 250° Compañía de Campo, Ingenieros Reales
    - 208° Compañía de Municiones de Campo, Ingenieros Reales

  - 125° Brigada de Infantería
    - 1° Batallón, Regimiento Fronterizo
    - 5° Batallón, Fusileros de Lancashire
    - 6° Batallón, Fusileros de Lancashire
    - 125° Compañía Antitanque de la Brigada

  - 126° Brigada de Infantería
    - 1° Batallón, Regimiento del Este de Lancashire
    - 5° Batallón, Regimiento Real de Su Majestad (Lancaster)
    - 5° Batallón, Regimiento Fronterizo
    - 126° Compañía Antitanque de la Brigada

  - 127° Brigada de Infantería
    - 4° Batallón, Regimiento del Este de Lancashire
    - 5° Batallón, Regimiento de Mánchester
    - 1° Batallón, Infantería Pesada Ligera (Regimiento de la Ciudad de Glasgow)
    - 127° Compañía Antitanque de la Brigada
- 44° División de Infantería (Nacional) - Mayor General E.A Osborne
  - Cuartel General, Artillería Real
    - 57° Regimiento de Campo, Artillería Real
    - 58° Regimiento de Campo, Artillería Real
    - 65° Regimiento de Campo, Artillería Real
    - 57° Regimiento Antitanque, Artillería Real

  - Cuartel General, Ingenieros Reales
    - 11° Compañía de Campo, Ingenieros Reales
    - 208° Compañía de Campo, Ingenieros Reales
    - 210° Compañía de Campo, Ingenieros Reales
    - 211° Compañía de Municiones de Campo, Ingenieros Reales

  - 131° Brigada de Infantería
    - 2° Batallón, Los Buffs (Regimiento Real del Este de Kent)
    - 5° Batallón, Regimiento Real de la Reina (Surrey Oeste)
    - 6° Batallón, Regimiento Real de la Reina (Surrey Oeste)
    - 131° Compañía Antitanque de la Brigada

  - 132° Brigada de Infantería
    - 1° Batallón, Regimiento de la Reina del Oeste de Kent
    - 4° Batallón, Regimiento de la Reina del Oeste de Kent
    - 5° Batallón, Regimiento de la Reina del Oeste de Kent
    - 132° Compañía Antitanque de la Brigada

  - 133° Brigada de Infantería
    - 2° Batallón, Regimiento Real de Sussex
    - 4° Batallón, Regimiento Real de Sussex
    - 5° Batallón, Regimiento Real de Sussex
    - 133° Compañía Antitanque de la Brigada

### Fuerzas en Reserva puestas en Batalla / Saar Force
(Mayor General Victor Fortune)
El 10 de mayo de 1940 esta fuerza, que en realidad eran varias unidades pequeñas que formaban la 51° División Reforzada. 
Se estaciona por delante de la Línea Maginot formando parte del Cuerpo de Ejército Colonial del Tercer Ejército Francés.
- 51° División de Infantería (Pesada) - Mayor General Victor Fortune
  - Cuartel General, Artillería Real
    - 17° Regimiento de Campo, Artillería Real
    - 23° Regimiento de Campo, Artillería Real
    - 75° Regimiento de Campo, Artillería Real
    - 51° Regimiento Antitanque, Artillería Real

  - Cuartel General, Ingenieros Reales
    - 26° Compañía de Campo, Ingenieros Reales
    - 236° Compañía de Campo, Ingenieros Reales
    - 237° Compañía de Campo, Ingenieros Reales
    - 239° Compañía de Municiones de Campo, Ingenieros Reales

  - 152° Brigada de Infantería
    - 2° Batallón, Highlanders de Seaforth
    - 4° Batallón, Highlanders de Seaforth
    - 4° Batallón, Highlanders de la Reina Cameron
    - 152° Compañía Antitanque de la Brigada

  - 153° Brigada de Infantería
    - 4° Batallón, Guardia Negra (Regimiento Real Pesado)
    - 1° Batallón, Highlanders de Gordon
    - 5° Batallón, Highlanders de Gordon
    - 153° Compañía Antitanque de la Brigada

  - 154° Brigada de Infantería
    - 1° Batallón, Guardia Negra (Regimiento Real Pesado)
    - 7° Batallón, Highalanders de Argyll y Sutherland (Princesa Louise)
    - 8° Batallón, Highalanders de Argyll y Sutherland (Princesa Louise)
    - 154° Compañía Antitanque de la Brigada

Unidades adscritas a la 51° División de Infantería (Pesada), en abril de 1940 para formar parte de la "Saar Force".
- 1° de Caballería Fronteriza de Lothians (Caballería Divisional)
- 1° Regimiento Real de Artillería a Caballo (Sólo una batería)
- 97° Regimiento de Campo (una batería), Artillería Real
- 51° Regimiento Medio, Artillería Real
- 213° Compañía de Campo, Ingenieros Reales
- 7° Batallón, Fusileros Reales de Northumberland (Ametralladoras)
- 1° Batallón, Regimiento de la Princesa Louise de Kensington (Regimiento de Middlesex) (Ametralladoras)
- 7° Batallón, Regimiento Real de Norfolk (Zapadores)
- 6° Batallón, Fusileros Reales de Escocia (Zapadores)

### Unidades dispuestas para Instrucción y Ejercicio
- 12° División de Infantería (Este) - Mayor General R.L. Petre
  - Tropas Divisionarias
    - Cuartel General, Ingenieros Reales
      - 262° Compañía de Campo, Ingenieros Reales
      - 263° Compañía de Campo, Ingenieros Reales
      - 264° Compañía de Campo, Ingenieros Reales
      - 265° Compañía de Municiones de Campo, Ingenieros Reales

  - 35° Brigada de Infantería
    - 2°/5° Batallón, Regimiento Real de la Reina (Surrey Oeste)
    - 2°/6° Batallón, Regimiento Real de la Reina (Surrey Oeste)
    - 2°/7° Batallón, Regimiento Real de la Reina (Surrey Oeste)

  - 36° Brigada de Infantería
    - 5° Batallón, Los Bufts (Regimiento Real del Este de Kent)
    - 6° Batallón, Regimiento Real de la Reina del Oeste de Kent
    - 7° Batallón, Regimiento Real de la Reina del Oeste de Kent

  - 37° Brigada de Infantería
    - 2°/6° Batallón, Regimiento del Este de Surrey
    - 6° Batallón, Regimiento Real de Sussex
    - 7° Batallón, Regimiento Real de Sussex
- 23° División de Infantería (Northumbrian) - Mayor General A.E. Herbert
  - Tropas Divisionarias
    - Cuartel General, Ingenieros Reales
      - 233° Compañía de Campo, Ingenieros Reales
      - 507° Compañía de Campo, Ingenieros Reales
      - 508° Compañía de Municiones de Campo, Ingenieros Reales

    - 8° Batallón, Fusileros Reales de Northumberland (Motorizado)
    - 9° Batallón, Fusileros Reales de Northumberland (Ametralladoras)

  - 69° Brigada de Infantería
    - 5° Batallón, Regimiento del Este de Yorkshire (Del Duque de York)
    - 6° Batallón, Howards Verdes (Regimiento de Yorkshire de Alexandra, Princesa de Gales)
    - 7° Batallón, Howards Verdes (Regimiento de Yorkshire de Alexandra, Princesa de Gales)

  - 70° Brigada de Infantería
    - 10° Batallón, Infantería Ligera de Durham
    - 11° Batallón, Infantería Ligera de Durham
    - 1° Batallón, Escoceses de Tyneside
- 46° División de Infantería (Norte de Midland) - Mayor General H.O. Curtis
  - Tropas Divisionarias
    - Cuartel General, Ingenieros Reales
      - 270° Compañía de Campo, Ingenieros Reales
      - 271° Compañía de Campo, Ingenieros Reales
      - 272° Compañía de Campo, Ingenieros Reales
      - 273° Compañía de Municiones de Campo, Ingenieros Reales

    - 2°/7° Batallón, Regimiento de Middlesex (Del Duque de Cambridge) (Ametralladoras)

  - 137° Brigada de Infantería
    - 2°/5° Batallón, Regimiento del Oeste de Yorkshire (Del Príncipe de Gales)
    - 2°/6° Batallón, Regimiento del Duque de Wellington (Riding oeste)
    - 2°/7° Batallón, Regimiento del Duque de Wellington (Riding oeste)

  - 138° Brigada de Infantería
    - 6° Batallón, Regimiento de Lincolnshire
    - 274° Batallón, Infantería Ligera de Yorkshire del Rey
    - 6° Batallón, Regimiento de Lancaster y York

  - 139° Brigada de Infantería
    - 2°/5° Batallón, Regimiento de Leicestershire
    - 2°/5° Batallón, Foresters de Sherwood (Regimiento de Derbyshire y Nottinghamshire)
    - 9° Batallón, Foresters de Sherwood (Regimiento de Derbyshire y Nottinghamshire)

### Cuartel General, Líneas de Comunicación de la Fuerza Expedicionaria Británica
(Mayor General P. de Fonblanque)
- Artillería Real
  - 3° Brigada Antiaérea
    - 2° Regimiento Antiaéreo, Artillería Real
    - 8° Regimiento Antiaéreo, Artillería Real
    - 79° Regimiento Antiaéreo, Artillería Real
    - 4° Batería Ligera Antiaérea
- Ingenieros Reales
  - 104° Compañía de Tropas del Ejército, Ingenieros Reales
  - 106° Compañía de Tropas del Ejército, Ingenieros Reales
  - 110° Compañía de Tropas del Ejército, Ingenieros Reales
  - 212° Compañía de Tropas del Ejército, Ingenieros Reales
  - 218° Compañía de Tropas del Ejército, Ingenieros Reales
- Batallones de Infantería Independientes (algunos batallones fueron colocados en varias posiciones en la retaguardia)
  - 4° Batallón, Bufts (Regimiento Real del Este de Kent)
  - 14° Batallón, Fusileros Reales (Regimiento de la Ciudad de Londres)
  - 12° Batallón, Regimiento Real de Warwickshire
  - 4° Batallón, Regimiento Fronterizo
  - 1°/5° Batallón, Foresters de Sherwood (Regimiento de Derbyshire y Nottinghamshire)

### Unidades Arribadas a Francia después del 10 de mayo de 1940
- 1° División Acorazada - Mayor General R. Evans
  - 2° Brigada Acorazada
    - 2° Guardias Dragones (De la Reina)
    - 9° Lanceros Reales de la Reina
    - 10° Húsares Reales (Del Príncipe de Gales)

  - 3° Brigada Acorazada
    - 2° Batallón, Regimiento Real de Tanques
    - 5° Batallón, Regimiento Real de Tanques

  - 1° Grupo de Apoyo
    - 101° Regimiento Ligero Antitanque y Antiaéreo, Artillería Real

  - 30° Brigada de Infantería
    - 3° Batallón, Regimiento Real de Tanques
    - 2° Batallón, Cuerpo Real de Rifles del Rey
    - 1° Batallón, Brigada de Rifles (Del Príncipe Consorte)
    - 1° Batallón, Rifles de la Reina Victoria (7° Batallón, Cuerpo Real de Rifles del Rey) (Motorizado)
- 20° Brigada de Infantería Independiente (Guardias)
  - 2° Batallón, Guardia Irlandesa
  - 2° Batallón, Guardia Galesa
  - 20° Compañía Antitanque de la Brigada

## Segunda Fuerza Expedicionaria
La Segunda Fuerza Expedicionaria fue enviada a Francia durante la segunda semana de junio de 1940, en un fallido intento para formar un segundo cuerpo expedicionario británico. 
Esta segunda formación iba a ser comandada por el teniente general A.F Brooke. Todas estas unidades fueron evacuados a finales de junio de 1940, durante la Operación Ariel.
- 52° División de Infantería (Lowland) - Mayor General J.S. Drew
  - Tropas Divisionarias
    - Cuartel General, Artillería Real
      - 70° Regimiento de Campo, Artillería Real
      - 71° Regimiento de Campo, Artillería Real
      - 78° Regimiento de Campo, Artillería Real
      - 54° Regimiento Antitanque, Artillería Real

    - Cuartel General, Ingenieros Reales
      - 202° Compañía de Campo, Ingenieros Reales
      - 241° Compañía de Campo, Ingenieros Reales
      - 554° Compañía de Campo, Ingenieros Reales
      - 243° Compañía de Municiones de Campo, Ingenieros Reales

  - 155° Brigada de Infantería
    - 7°/9° Batallón, Escoceses Reales (Regimiento Real)
    - 4° Batallón, Escoceses Fronterizos del Rey
    - 5° Batallón, Escoceses Fronterizos del Rey

  - 156° Brigada de Infantería
    - 4°/5° Batallón, Fusileros Reales de Escocia
    - 6° Batallón, Highlanders de la Reina Cameron
    - 7° Batallón, Highlanders de la Reina Cameron

  - 157° Brigada de Infantería
    - 1° Batallón, Highlanders de Glasgow
    - 5° Batallón, Infantería Ligera Pesada
    - 6° Batallón, Infantería Ligera Pesada
- 1° Brigada de Infantería Canadiense
  - Regimiento Real Canadiense
  - Regimiento del Príncipe Edward y Hastings
  - 48° Highlanders de Canadá
  - 1° Regimiento de Campo, Artillería Real a Caballo de Canadá